# メキシコクジャクガメ
メキシコクジャクガメ（墨西哥孔雀亀、学名：Trachemys ornata）は、ヌマガメ科アカミミガメ属に分類されるカメ。

## 分布
模式標本の産地（模式産地）はマサトラン（シナロア州）
メキシコ（シナロア州、ナヤリット州＜ハリスコ州、コリマ州に分布する説もあり＞）固有種（エルサルバドル、コロンビア北西部、グアテマラ、ニカラグア、パナマ、ホンジュラス、メキシコ南部の太平洋岸にも分布する説もある）

## 形態
最大甲長38cm。オスよりもメスの方が大型になる。背甲はややドーム状に盛りあがり、上から見ると中央部より後方で最も幅広い卵型。甲板表面に皺が入ることは少ない。項甲板は非常に細長い。背甲の色彩は緑褐色や濃緑色。腹甲長は甲長（背甲長）の89%未満。腹甲の色彩は淡黄色。
頭部はやや大型で、吻端はやや突出する。虹彩は青みがかった緑色。上顎の先端はわずかに凹む。頭部や頸部、四肢の色彩は緑褐色や灰褐色で、黄色く細い縦縞が入る。眼窩後部に楔形のオレンジ色や淡赤色の斑紋が入り、後端は頸部に入る縦縞と繋がる。
幼体は椎甲板に筋状の盛りあがり（キール）があり、後部縁甲板の外縁がやや鋸状に尖る。背甲の色彩は明緑色。椎甲板に黒い円形や楕円形の斑紋が入り、その周囲にアルファベットの「U」字状のオレンジ色の斑紋が入る。肋甲板には黒い円形の斑紋とその周囲をオレンジ色の1-2本（2本が繋がる事もある）の筋模様が囲む眼状斑、縁甲板には黒い円形の斑紋とその周囲を緑色とオレンジ色の筋模様が囲む眼状斑が入る。第2肋甲板の眼状斑は肋甲板中央部の後方かそれよりも外側に入る。腹甲中央部に暗色斑が入る。成長に伴い多くの個体でキールや縁甲板の突起は消失し、背甲の色彩は暗くなり斑紋は不明瞭になる。種小名ornataは「装飾された」の意で幼体の色彩に由来し、英名（ornate）と同義。

## 分類
以前はメキシコからコロンビアにかけての太平洋岸に分布すると考えられていたが、本種が分布するのはメキシコ中部のみとしそれ以外の地域に分布するのはチュウベイクジャクガメとする説もある。しかし本種とチュウベイクジャクガメの基亜種は混同される事も多く、また実際にグアテマラからコロンビア太平洋岸に分布するのがチュウベイスライダーかどうかは不明（コスタリカからパナマにかけての個体群はチュウベイクジャクガメの基亜種に近縁と考えられているが分類上の位置は不明）な状態が続いている。
メキシコゲレーロ州の個体群は形態が異なり、未記載亜種や本種に近縁な未記載種とする説もある。

## 生態
標高300m以下にある河川やその周辺に生息する。
食性は雑食と考えられている。
オスはメスを追いかけて後肢や尾に噛みついて動きを止め、メスの上に乗り交尾する。

## 人間との関係
生息地では食用とされる事もある。
ペットとして飼育されることもあり、日本にも輸入されている。メキシコからの爬虫類の輸出は法的に厳しく制限されているため、アメリカ合衆国から主にゲレーロ州の個体群に由来すると考えられている飼育下繁殖個体が少数流通する。以前は本種と考えられていたチュウベイクジャクガメのニカラグアやホンジュラスの個体群やニカラグアクジャクガメが、本種の名前で流通することもあった。アクアリウムやアクアテラリウムで飼育される。飼育下では人工飼料にも餌付く。